# Juglandaceae
Famille
Classification APG III (2009)
La famille des Juglandaceae (Juglandacées) regroupe des plantes dicotylédones ; elle comprend 50 espèces réparties en 8 à 11 genres.
Ce sont essentiellement des arbres à feuilles caduques originaires des zones tempérées à tropicales de l'hémisphère nord. Ils ne sont présents, ni en Afrique, ni en Australie. C'est la famille botanique des noyers (genre Juglans) et des caryers (genre Carya) dont le pacanier (Carya illinoinensis) fait partie.
Une seule espèce est autochtone en France et plus largement en Europe :  le noyer commun (Juglans regia), cultivé et parfois subspontané. Cependant, le noyer noir, arbre originaire d'Amérique du Nord, s'y est très bien acclimaté et peut se rencontrer ici et là, proche des habitations, car planté par l'humain dans la grande majorité des cas.

## Étymologie
Le nom vient du genre type Juglans, nom latin scientifique du Noyer issu de Jovis glans, « gland de Jupiter », qui désignait d’abord le Châtaignier (Castanea, Fagaceae).

## Classification
En Classification de Cronquist cette famille fait déjà partie de l'ordre des Juglandales.
La classification phylogénétique a supprimé cet ordre et place cette famille dans celui des Fagales.

## Liste des genres
La classification phylogénétique APG III (2009) inclut dans cette famille les genres précédemment placés dans la famille Rhoipteleaceae. Le genre Rhoiptelea pour être précis.
Selon Manos, P. S., and D. E. Stone 2001. "Evolution, phylogeny and systematics of the Juglandaceae." Annals of the Missouri Botanical Garden :
- sous-famille des Engelhardioideae
  - Alfaroa Standl.
  - Engelhardia Lesch. ex Blume
  - Oreomunnea Oerst.
- sous-famille des Juglandoideae
  - tribu des Platycaryeae
    - Platycarya Siebold & Zucc.

  - tribu des Juglandeae
    - sous-tribu des Caryinae
      - Carya Nutt.

    - sous-tribu des Juglandinae
      - Cyclocarya Iljinsk
      - Juglans L.
      - Pterocarya Kunth

Selon Angiosperm Phylogeny Website (30 mai 2010) et DELTA Angio (30 mai 2010) :
- Alfaroa Standl.
- Carya Nutt.
- Cyclocarya Iljinsk.
- Engelhardtia Lesch. ex Blume
- Juglans L.
- Oreomunnea Oerst.
- Platycarya Siebold & Zucc.
- Pterocarya Kunth

Selon NCBI (30 mai 2010) (Plus conforme à APGIII puisqu'il incorpore le genre Rhoiptelea anciennement dans Rhoipteleaceae) :
- Alfaroa
- Alfaropsis (Son unique espèce Alfaropsis roxburghiana est un synonyme pour Engelhardia roxburghiana)
- Annamocarya (Son unique espèce Annamocarya sinensis est un synonyme pour Carya sinensis)
- Carya
- Cyclocarya
- Engelhardia
- Juglans
- Oreomunnea
- Platycarya
- Pterocarya
- Rhoiptelea (classé dans Rhoipteleaceae par Angiosperm Phylogeny Website, mais incorporé dans Juglandaceae par classification phylogénétique APG III (2009)[2])

Selon ITIS (30 mai 2010) :
- Carya Nutt.
- Juglans L.
- Pterocarya Kunth

## Liens externes

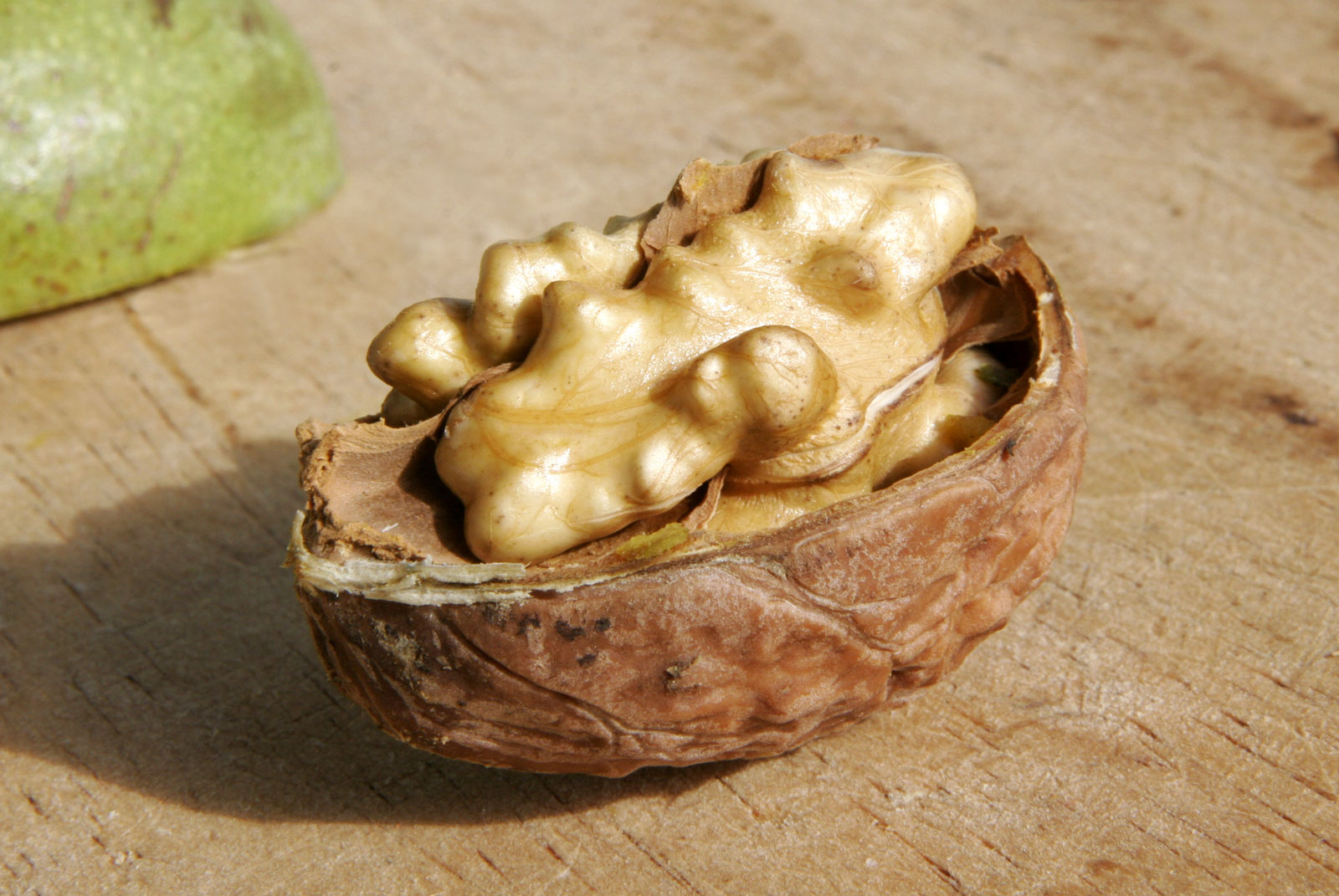
une noix

## Liste des espèces
Selon NCBI (30 mai 2010) :
- genre Alfaroa
  - Alfaroa costaricensis
  - Alfaroa guanacastensis
  - Alfaroa manningii
  - Alfaroa williamsii
- genre Alfaropsis
  - Alfaropsis roxburghiana
- genre Annamocarya
  - Annamocarya sinensis
- genre Carya
  - Carya cathayensis
  - Carya cordiformis
  - Carya glabra
  - Carya illinoinensis
  - Carya mexicana
  - Carya myristiciformis
  - Carya ovata
  - Carya tomentosa
  - Carya tonkinensis
- genre Cyclocarya
  - Cyclocarya paliurus
- genre Engelhardia
  - Engelhardia fenzelii
  - Engelhardia serrata
  - Engelhardia spicata
- genre Juglans
  - Juglans ailantifolia
  - Juglans australis
  - Juglans boliviana
  - Juglans californica
  - Juglans cathayensis
  - Juglans cinerea
  - Juglans hindsii
  - Juglans hindsii × Juglans regia
  - Juglans hirsuta
  - Juglans hopeiensis
  - Juglans jamaicensis
  - Juglans major
  - Juglans mandshurica
  - Juglans microcarpa
  - Juglans mollis
  - Juglans neotropica
  - Juglans nigra
  - Juglans nigra × Juglans regia
  - Juglans olanchana
  - Juglans regia
  - Juglans sigillata
  - Juglans steyermarkii
  - Juglans venezuelensis
  - Juglans sp. NSW 476481
- genre Oreomunnea
  - Oreomunnea mexicana
  - Oreomunnea pterocarpa
- genre Platycarya
  - Platycarya strobilacea
- genre Pterocarya
  - Pterocarya caucasica
  - Pterocarya fraxinifolia
  - Pterocarya hupehensis
  - Pterocarya macroptera
  - Pterocarya rhoifolia
  - Pterocarya stenoptera
  - Pterocarya tonkinensis
- genre Rhoiptelea
  - Rhoiptelea chiliantha